# Liu Yang
Liu Yang (Linzhou, outubro de 1978) é uma taikonauta da China. Foi a primeira taikonauta do país, lançada ao espaço em 16 de junho de 2012 a bordo da nave Shenzhou 9.

## Carreira
Piloto da Força Aérea do Exército de Libertação Popular, líder de esquadrão aéreo e major da Aeronáutica, Liu tem 1 680 horas de voo em diversos tipos de aeronaves e, após dois anos de treinamento, teve rendimento de excelência, sendo selecionada para o programa espacial chinês, junto com outra piloto, a capitã Wang Yaping, anunciada primeiramente como a primeira mulher a fazer o voo histórico, mas sua reserva na missão.

### Shenzhou 9
Liu integrou a tripulação da Shenzhou 9, quarta missão tripulada do programa espacial e primeira ao laboratório espacial Tiangong 1, lançado à órbita em setembro de 2011. Também fizeram parte da missão o comandante Jing Haipeng - primeiro chinês a ir duas vezes ao espaço - e Liu Wang.

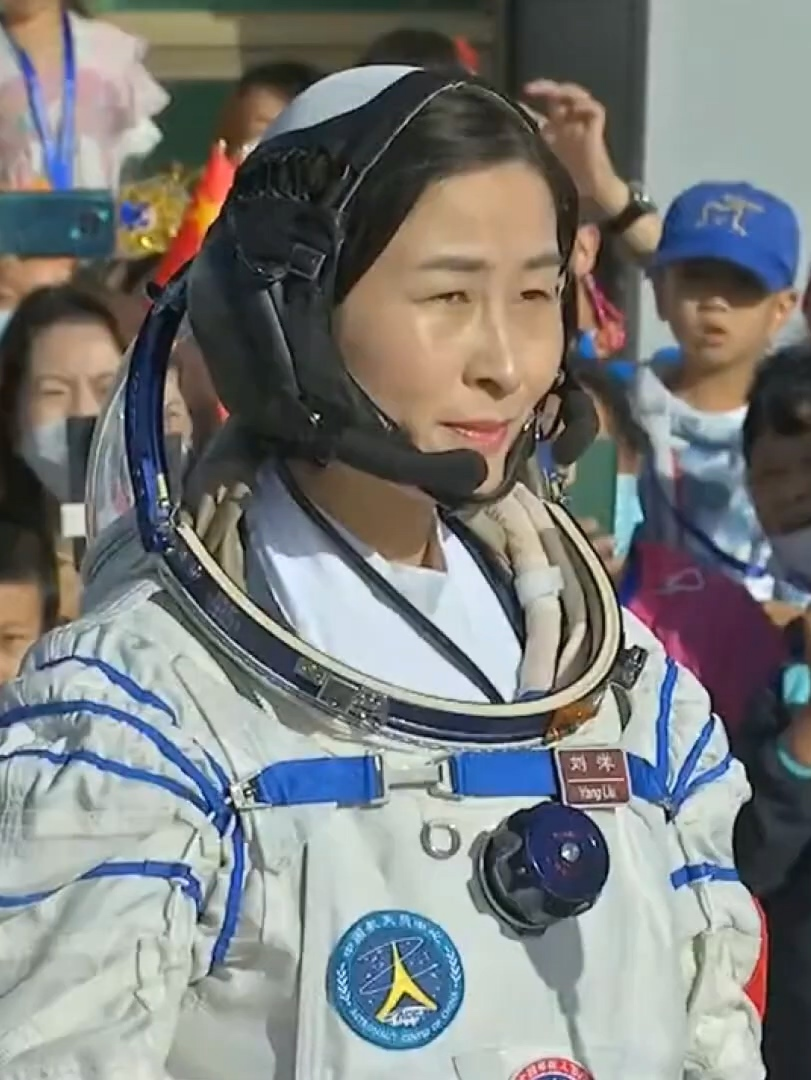
Liu antes do lançamento da Shenzhou 14.

Depois de treze dias em órbita, Liu voltou à Terra com o restante da tripulação, pousando na Mongólia Interior na manhã de 29 de junho.

### Shenzhou 14
Foi anunciada como membro da Shenzhou 14 no dia 4 de junho e lançada no dia 5 de junho de 2022.

## Vida pessoal
Enquanto voava pela Força Aérea, ela ganhou notoriedade em 2003 após pousar devido a um impacto de aves contra a aeronave. Entre a Shenzhou 9 e Shenzhou 14 ela teve dois filhos e realizou seu doutorado em sociologia na Universidade Tsinghua.
Liu é membro do Partido Comunista Chinês e casada, exigência para todos taikonautas femininos chineses. Foi ao espaço exatos 49 anos depois do voo espacial da primeira mulher cosmonauta, a soviética Valentina Tereshkova. Em 1982, a soviética Svetlana Savitskaya foi a segunda mulher a ir ao espaço.